# 13 Washington Square

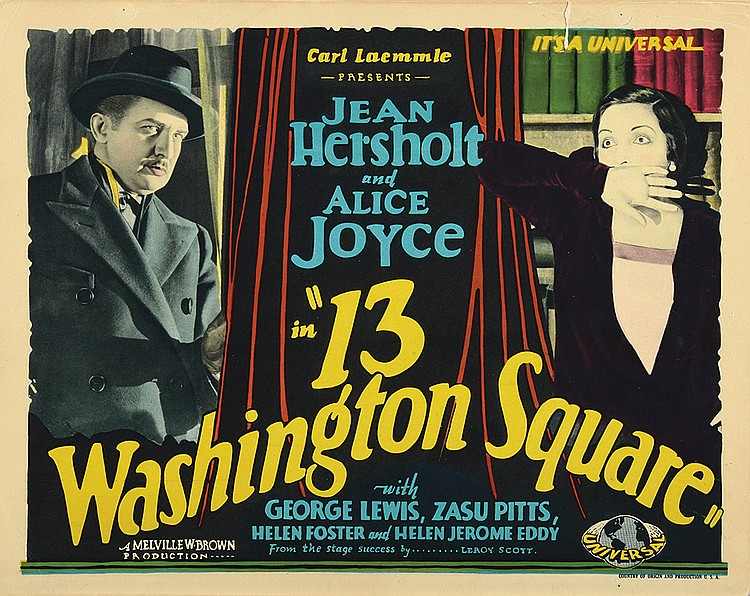
Affiche du film.

13 Washington Square est un film américain réalisé par Melville W. Brown, sorti en 1928.

## Synopsis
Mme de Peyster, une aristocrate, projette un voyage en Europe avec son fils Jack, dans l’espoir de lui faire renoncer à son projet de mariage avec Mary Morgan, la fille d’un épicier. Lorsque Jack amène Mary pour rencontrer sa mère, elle refuse de voir la jeune femme. Jack décide d’abandonner le voyage et d’épouser Mary immédiatement. En arrivant au bateau à vapeur, Mme de Peyster se rend compte que Jack n’a pas l’intention de l’accompagner. Espérant éviter les journalistes et empêcher le mariage de son fils, elle échange ses vêtements avec son cousin dévoué. Le cousin embarque à sa place et Mme de Peyster, avec sa femme de chambre, qui se fait passer pour sa sœur, se rend à la pension de la cousine Olivetta. Le diacre Pyecroft, un voleur de tableaux, qui envisage de cambrioler la maison des de Peyster, vit dans la pension. Lorsqu’il rencontre Mme de Peyster et sa femme de chambre, il les prend pour des escrocs et essaie de conclure un accord avec elles. Terrorisée, Mme de Peyster part pour sa maison au 13 Washington Square, dès la tombée de la nuit. Jack et Mary, en route pour se marier, s'arrêtent au 13 Washington Square pour récupérer quelques vêtements de Jack. Le diacre Pyecroft, pensant que la voie est libre, se rend également au 13 Washington Square.

## Fiche technique
- Réalisation : Melville W. Brown
- Scénario : Harry O. Hoyt (adaptation), Walter Anthony d'après la pièce de théâtre 13 Washington Square de Leroy Scott[2]
- Producteur : Carl Laemmle
- Photographie : John Stumar
- Montage : Ray Curtiss
- Distributeur : Universal Pictures
- Durée : 70 minutes
- Date de sortie : 28 avril 1928

## Distribution
- Jean Hersholt : 'Deacon' Pyecroft
- Alice Joyce : Mrs. de Peyster
- George J. Lewis : Jack De Peyster
- ZaSu Pitts : Mathilde
- Helen Foster : Mary Morgan
- Helen Jerome Eddy : Olivetta

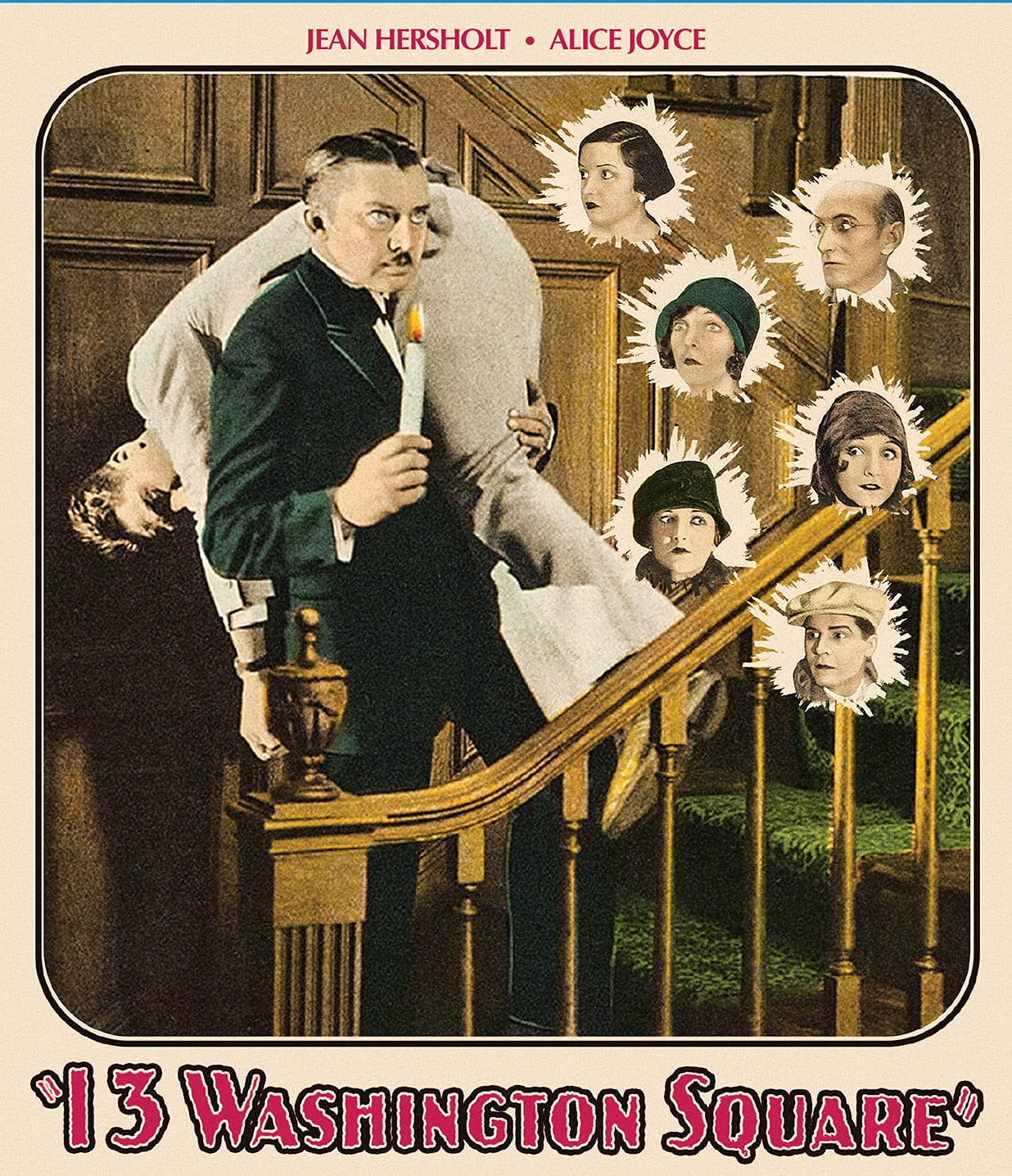
Autre affiche du film.

- Julia Swayne Gordon : Mrs. Allistair
- Jack McDonald : Mayfair
- Jerry Gamble : Sparks